# Harold Simmons
Harold Simmons (* 13. Mai 1931 in Golden, Texas; † 28. Dezember 2013 in Dallas, Texas) war ein US-amerikanischer Unternehmer.

## Leben
Simmons’ baptistische Eltern waren Reuben Leon (1894–1954) und Fairess Clark Simmons (1903–1990) und waren als Lehrer tätig. Simmons studierte Wirtschaftswissenschaften an der University of Texas. Er war in dritter Ehe verheiratet und hatte sechs Kinder. Simmons gehörten die US-amerikanischen Unternehmen Contran Corporation und Valhi, Incorporation. Des Weiteren kontrollierte er mehrheitlich die Unternehmen NL Industries, Titanium Metals Corporation, Waste Control Specialists, CompX International und Kronos Worldwide. Nach Angaben des US-amerikanischen Forbes Magazine gehörte Simmons zu den reichsten US-Amerikanern und war 2013 in The World’s Billionaires gelistet.